# Wielichowo-Probostwo
Wielichowo-Probostwo – dawna część wsi Wielichowo-Wieś (do 2002 osada) w Polsce położona w województwie wielkopolskim, w powiecie grodziskim, w gminie Wielichowo. Miejscowość miała nadany identyfikator SIMC 0597624. 1 stycznia 2003 ówczesna osada Wielichowo-Probostwo stała się częścią wsi Wielichowo-Wieś, a 31 grudnia 2007 nazwa została zniesiona.